# Unione Sportiva Fasano 1995-1996
Questa voce raccoglie le informazioni riguardanti  l'Unione Sportiva Fasano nelle competizioni ufficiali della stagione 1995-1996.

## Rosa
| N. |                   | Ruolo | Calciatore                 |
| -- | ----------------- | ----- | -------------------------- |
|    | Italia (bandiera) | P     | Danilo Bassi               |
|    | Italia (bandiera) | A     | Emilio Belmonte            |
|    | Italia (bandiera) | D     | Fabrizio Caracciolo        |
|    | Italia (bandiera) | C     | Michele Cassano            |
|    | Italia (bandiera) | A     | Francesco Cavaliere        |
|    | Italia (bandiera) | C     | Davide Cenicola            |
|    | Italia (bandiera) | D     | Donato Colucci             |
|    | Italia (bandiera) | D     | Francesco Danza            |
|    | Italia (bandiera) | C     | Vincenzo De Bellis         |
|    | Italia (bandiera) | D     | Cosimo De Blasio           |
|    | Italia (bandiera) | D     | Mauro Della Bona           |
|    | Italia (bandiera) | C     | Antonio Buratta De Lorenzo |
|    | Italia (bandiera) | A     | Alessandro Di Bartolo      |
|    | Italia (bandiera) | A     | Claudio D'Onofrio          |
|    | Italia (bandiera) | D     | Marcello Ferrara           |
|    | Italia (bandiera) | A     | Ilario Filippone           |
|    | Italia (bandiera) |       | Fiore                      |

| N. |                   | Ruolo | Calciatore            |  |
| -- | ----------------- | ----- | --------------------- |  |
|    | Italia (bandiera) | A     | Simone Gatti          |  |
|    | Italia (bandiera) | C     | Diego Giannocaro      |  |
|    | Italia (bandiera) | C     | Vito Grieco           |  |
|    | Italia (bandiera) | C     | Nicola Intartaglia    |  |
|    | Italia (bandiera) | A     | Vittorio Lupo         |  |
|    | Italia (bandiera) | A     | Sergio Magno          |  |
|    | Italia (bandiera) | A     | Massimiliano Marziano |  |
|    | Italia (bandiera) | C     | Andrea Periotto       |  |
|    | Italia (bandiera) | P     | Antonino Piazza       |  |
|    | Italia (bandiera) | C     | Claudio Pierantozzi   |  |
|    | Italia (bandiera) | D     | Ciro Raimondo         |  |
|    | Italia (bandiera) | C     | Carmelo Russo         |  |
|    | Italia (bandiera) | C     | Riccardo Sardelli     |  |
|    | Italia (bandiera) |       | Semeraro              |  |
|    | Italia (bandiera) | C     | Sergio Sopranzi       |  |
|    | Italia (bandiera) | A     | Marco Spilli          |  |